# لجنة التوزيع الأمريكية اليهودية المشتركة
لجنة التوزيع الأمريكية اليهودية المشتركة، وتُعرف أيضاً بالمشتركة أو جيه دي سي. هي منظمة إغاثية يهودية مقرها في نيويورك.

## التاريخ
تأسست اللجنة عام 1914، وكان هدفها في البداية تقديم المساعدة لليهود الذين يعيشون في فلسطين تحت الحكم التركي.

### التمويل
بدأت اللجنة جهودها لإنقاذ اليهود بهبة قدرها 50000 دولار قدمها جاكوب شيف، وهو فاعل خير ومقاول يهودي ثري. كان الممول الرئيسي للمنظمة، إذ ساعد بارتفاع رصيدها لإنقاذ وإعانة اليهود حول العالم. إضافةً إلى ذلك، ساعدت لجنة الإغاثة الأمريكية اليهودية بجمع التبرعات للجنة التوزيع الأمريكية اليهودية المشتركة. أسس العديد من اليهود الأثرياء الإصلاحيين لجنة الإغاثة اليهودية الأمريكية في 25 أكتوبر 1914. جاكوب شيف كان أحد هؤلاء المؤسسين، بالإضافة إلى لويس مارشال، رئيس اللجنة، وفيلكس فاربرغ. ساعدت لجنة الإغاثة المركزية، والتي أُسست في 4 أكتوبر 1914، بتزويد المنظمة بالدعم المالي. قام أوروبيون من أوروبا الشرقية ويهود أرثوذكس مثل ليون كاميلكي بتأسيس المنظمة سالفة الذكر. بعد مرور عام تقريباً، في 15 أغسطس، انضمت لجنة الإغاثة الشعبية الاشتراكية، برئاسة ماير لندن، لحملة تقديم الأموال للجنة التوزيع الأمريكية اليهودية المشتركة. بعد عدة سنوات، جنت لجنة التوزيع الأمريكية اليهودية المشتركة والمنظمات الأخرى التي تساعدها مبالغ هامة، وكانت هذه المنظمات قادرة على إحداث تأثير ملحوظ. بنهاية عام 1917، حوّلت اللجنة 76.000 دولار إلى رومانيا، 1.532.000 دولار إلى غاليسا، 2553000 دولار إلى روسيا، 3000000 دولار إلى بولندا المُحتلة من قِبل ألمانيا وإلى ليتوانيا. بغضون عام 1920، أرسلت اللجنة حوالي 5000000 دولار لمساعدة اليهود في بولندا. بين عامي 1919-1920 خلال فترة الإغاثة الطارئة، صرفت اللجنة أكثر من 22000000 دولار لتقديم المساعدات الشفائية والإغاثية عبر أوروبا.

### التأسيس

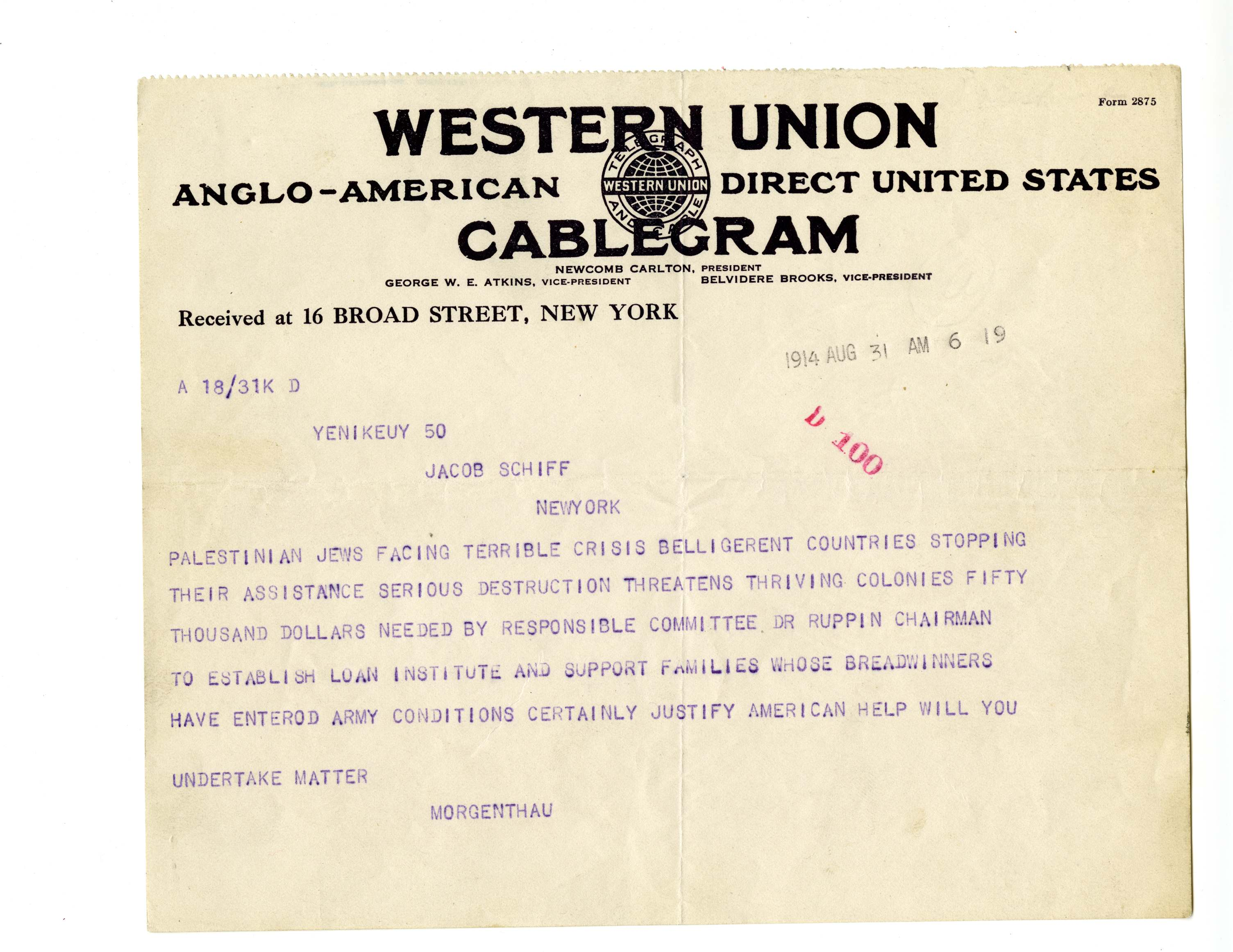
برقية عام 1914 التي أفضت إلى تأسيس لجنة التوزيع المشتركة.

خلال عام 1914، حوالي 59.000 يهودي تقريباً كانوا يعيشون في فلسطين تحت حكم العثمانيين. كانت مستوطنة «يشوف» مكونة إلى حد كبير من يهود هاجروا من أوروبا وكانوا يعتمدون إلى حد كبير على مصادر من خارج فلسطين على دخلهم. دمر اندلاع الحرب العالمية الأولى المعابر التي تصلهم بالعالم الخارجي، وتُرك المجتمع اليهودي هناك منعزلاً ومعدماً. مع كون الكارثة بدأت تلوح في الأفق، ناشد رؤساء «يشوف»هنري مورغنثاو، السفير الأمريكي في تركيا للنظر في حالهم. انتقل مورغنثاو إلى فلسطين وقد أصابه الفزع من البؤس الذي شهد عليه. بعد فترة وجيزة، أرسل مورغنثاو برقية عاجلة إلى فاعل الخير اليهودي جاكوب شيف يطلب فيها مساعدة بقيمة 50000 دولار لمنع يهود فلسطين من الجوع والموت. كان مما جاء في البرقية:
يهود فلسطين يواجهون أزمة فظيعة... البلدان المشتركة بالحرب توقفت عن تقديم المساعدات إليهم... تدمير خطير يهدد بازدهار المستعمرات... خمسون ألف دولار مطلوبون.
وجد هذا الالتماس آذاناً قلقة في الولايات المتحدة. في غضون شهر واحد، تم جني 50000 دولار (ما يعادل مليون دولار عام 2000) من الجهود التي كان الهدف منها أن تكون جماعية مخصصة ومؤقتة من ثلاث منظمات يهودية وعلمانية ودينية، هي: لجنة الإغاثة اليهودية الأمريكية، واللجنة المركزية لإغاثة اليهود الذين يعانون من الحرب، ولجنة الإغاثة الشعبية.
في 1915، تفاقمت أزمة أكبر عندما انخرطت المجتمعات اليهودية في منطقة «بيل أوف ستيلمنت» في روسيا بالقتال على الجبهة الشرقية للحرب العالمية الأولى. تمكنت اللجنة من جمع خمس ملايين دولار أخرى، تحت قيادة يهوذا ماغنس، بحلول نهاية العام. في عام 1921، في أعقاب الحرب الأهلية التي اندلعت في روسيا بعد الثورة، كانت اللجنة واحدة من منظمتين فقط تُركتا في أمريكا لإرسال المساعدات لمكافحة المجاعة.

### المهمة
تعمل المنظمة في أكثر من بلد ومعهم إسرائيل.
هدف اللجنة الرئيسي هو توفير المساعدات للعديد من السكان اليهود في قلب أوروبا وشرقها بالإضافة إلى الشرق الأوسط من خلال شبكة من برامج المساعدة الاجتماعية والمجتمعية. بالإضافة إلى هذا، تسهم اللجنة بملايين الدولارات لإغاثة الكوارث والمساعدة بالتنمية في المجتمعات غير اليهودية.
تنفذ لجنة التوزيع الأمريكية اليهودية المشتركة مهمتها على أربع محاور:
- إنقاذ اليهود المعرضين للخطر. تتمحور خبرة اللجنة حول الاستجابة للأزمات. تعمل اللجنة مع الوكالة الشريكة المحلية لتلبية الاحتياجات العاجلة.
- إغاثة اليهود المحتاجين، بالإضافة إلى المساعدات الطارئة. الدعم المقدم من قِبل اللجنة يمكّن الوكالات المحلية من تحمل وتعزيز نوعية الحياة في المجتمعات المكافِحة.
- تجديد حياة المجتمعات اليهودية.
- إسرائيل. تعمل المنظمة على شراكة مع الحكومة الإسرائيلية والمنظمات المحلية الأخرى لتحسين حياة كبار السن، المهاجرين، الأطفال المعرضين للخطر، المعوقين، والعاطلين عن العمل مؤقتاً. في عام 2007، حازت اللجنة على الجائزة الإسرائيلية لإنجازاتها الخالدة ومساهماتها المميزة في مجتمع ودولة إسرائيل.[14][15]

## المشاريع
موّلت لجنة التوزيع المشتركة برامج لمساعدة اليهود الفقراء في الاتحاد السوفيتي السابق وفي قلب وشرق أوروبا، إذ قدمت الطعام والدواء والعناية المنزلية ومساعدات ضرورية أخرى لكبار السن والأطفال اليهود من المحتاجين. مكّنت اللجنة أيضاً عدد قليل من السكان اليهود على الحفاظ على الخدمات الاجتماعية الأساسية ومساعدة اليهود في تأمين مستقبل شبابهم والشباب الذين سيأتون من بعدهم. في إسرائيل، تستجيب اللجنة للاحتياجات المتعلقة بالأزمات مع المساعدة في تحسين الخدمات لكبار السن والأطفال والشباب والمهاجرين الجدد والمعوقين وغيرهم من الفئات السكانية الضعيفة.

### الاتحاد السوفيتي
عام 1920، أرادت الحكومة السوفيتية التحكم باللجنة وبكيفية عملها مع اليهود الذين يقطنون في الاتحاد السوفيتي. قبلت اللجنة العمل مع منظمة تدعى لجنة اليهود العامة، والتي كانت تحت سيطرة البلاشفة. كانت اللجنة قادرة على مساعدة اليهود، بالقبول على هذا، تحت إشراف البلاشفة، وهذا ما أرضى الاتحاد السوفيتي.

### اللجنة خلال الكساد العظيم
خلال أكتوبر 1929، بدأ الكساد العظيم في أمريكا، وواجه المواطنون الأمريكيون صعوبات مالية. بعد هذا بمدة قصيرة، أحست اللجنة بتأثير الكساد. تقلصت تمويلاتهم، إذ إن الناس الذين يتبرعون لها بالمال يعانون من أوقات عصيبة. ونتيجة لقلة مصادرهم، ركزت اللجنة جهودها على اليهود الذين بقوا في ألمانيا.

### قبل الحرب العالمية الثانية
وصول هتلر إلى السلطة عام 1933 تُبع مباشرة بقدوم قوانين نيرومبرغ الألمانية، وهي مجموعة من القيود الشاقة التي جردت اليهود من حقوقهم الإنسانية الأساسية وسبل عيشهم. أصبح الدعم الذي تقدمه اللجنة حاسماً من أجل نجاة اليهود. عن طريق توريد الدعم من خلال منظمات إغاثة يهودية محلية، دعمت اللجنة الرعاية الطبية، المدارس، التدريب المهني، البرامج الخيرية، ومحاولات الهجرة الأولى. في نهاية المطاف، سيمتد دعم اللجنة على المجتمعات اليهودية في النمسا التي ضمها النازيون وفي تشيكوسلوفاكيا. لم يمض وقت طويل قبل أن يُصّعد هتلر اضطهاده لليهود الامر الذي جعل مساعدات اللجنة للهجرة أولوية عاجلة. قدمت اللجنة مساعدات طارئة للاجئين الذين تقطعت بهم السبل؛ تغطي نفقات السفر، ورسوم الهبوط، وتأمينات السفر، وتأشيرات السفر المهمة بالنسبة لبلدان اللجوء.

### باخرة لويس
في 13 مارس، غادرت الباخرة العابرة للمحيطات، لويس، ألمانيا متجهة إلى هافانا في كوبا. كان على متن السفينة 937 مسافر، معظمهم يهود فارين من احتلال ألمانيا النازية. سجل كل المسافرون تقريباً للحصول على تأشيرة لدخول الولايات المتحدة، وخططوا للبقاء في كوبا فقط ريثما يحصلون على التأشيرات الأمريكية، لكن الحكومة الكوبية ألغت التأشيرات الكوبية، ومنحت 28 مسافراً حق الدخول فقط من أصل 937. علاوة على ذلك، رفضت الحكومة الأمريكية أن تعطيهم تأشيرات للدخول إلى أراضيها.
بذلت اللجنة جهوداً كبيرة لإدخال اليهود إلى الولايات المتحدة، وأرسلت التماساً للرئيس روزفلت كي يسمح لهم بدخول البلاد، غير أنهم لم يتلقوا أي جواب منه. عادت سفينة لويس مرة أخرى إلى أوروبا. ونتيجة لما آل إليه الحال، فقد دخل 288 مسافر إلى بريطانيا، 181 مسافر دخلوا هولندا، 214 مسافر دخلوا بلجيكا، 224 مسافر دخلوا فرنسا، هؤلاء المسافرون الذين اعترفت بهم هذه البلدان كانوا في خطر شديد. وبشكل مأساوي، قُتل 254 من مسافري سفينة لويس في الهولوكوست.

### الهولوكوست
خلال الهولوكوست، دُفع يهود أوروبا إلى حافة الفناء من قِبل ألمانيا النازية. كانت لجنة التوزيع الأمريكية اليهودية المشتركة هي الداعم المالي الرئيسي للهجرة اليهودية من أوروبا ومحاولات إنقاذ اليهود من المناطق التي يسيطر عليها النازيون. منذ اندلاع الحرب العالمية الثانية وحتى عام 1944، سمحت اللجنة لأكثر من 81.000 يهودي بالخروج من أوروبا التي احتلها النازيون إلى بر الأمان. قامت اللجنة أيضاً بتهريب المساعدات للسجناء اليهود في معسكرات العمل وساعدت أيضاً في تمويل حركة اليهود البولنديين تحت الأرض استعداداً لثورة حي اليهود في وارسو عام 1943. بالإضافة إلى ذلك، كانت اللجنة المصدر الرئيسي لاطلاع الزعماء اليهود الأمريكيون -وغالباً ما يكون بالتفصيل- عن الهولوكوست.

## وصلات خارجية
- لجنة التوزيع الأمريكية اليهودية المشتركة - الموقع الرسمي (بالإنجليزية)